# Jarmila Kukalova-Peck
Jarmila Kukalová-Peck (Praga, 28 de julio de 1930-agosto 2024) fue una paleoentomóloga checa, conocida por sus teorías sobre la evolución de los insectos, particularmente por su teoría sobre la evolución del ala de los insectos, en la cual plantea que esta estructura se originó a partir de un éxito epicoxal de la pata de los insectos, por lo cual se conoce a esta teoría como teoría epicoxal. Entre  otros aportes de Kukalová-Peck se tiene: un nuevo esquema de homologación de las venas del ala, un esquema hipotético del ala ancestral de los insectos y una nueva propuesta sobre los componentes originales de la pata de los artrópodos.

## Biografía
Kukalová-Peck comenzó su carrera trabajando con insectos Paleópteros extintos, sobre todo con los grupos paleozoicos: Diaphanopteroidea, Paleodictyoptera, Megasecoptera y Archodonata a los cuales ella llamó Ensamble Palaeodityopteroide, trabajando con estos grupos, particularmente con fósiles de Homoiopteridae (Palaeodityoptera) esbozó su teoría sobre el origen epicoxal del ala, la cual contradecía a la antigua y ampliamente aceptada Teoría Paranotal del origen del ala (Crampton, 1919), La teoría epicoxal  ha sido apoyada por recientes descubrimientos en las áreas de genética del desarrollo y filogenética molecular y es actualmente la aceptada como más probable.
También debido a su trabajo con fósiles, elaboró el sistema de homologación de las venas del ala de los insectos que hoy lleva su nombre, este sistema, el de más sencilla aplicación y el más general de todos los propuestos, hoy en día compite con el sistema de Comstock y Needham (1898) como el más usado por los entomólogos.
La doctora Jarmila Kukalová-Peck era profesora del departamento de ciencias de la tierra de la Universidad de Carleton en Canadá.